# Georgette Agutte

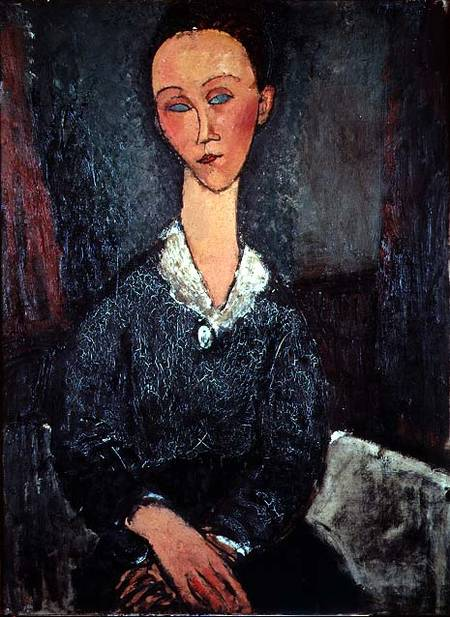
Amedeo Modigliani: Georgette Agutte mit weißem Spitzenkragen, Öl auf Leinwand, um 1918

Georgette Agutte (* 17. Mai 1867 in Paris; † 5. September 1922 in Chamonix-Mont-Blanc) war eine französische Malerin und Bildhauerin des Post-Impressionismus in der Belle Époque.

## Leben
Georgette Agutte war die Tochter des Malers Jean Georges Agutte und seiner Ehefrau Maria Debladis. Ihre ersten Zeichenstunden erhielt Georgette Agutte bei Gustave Moreau, der ihr eindringlich zur Fortsetzung des Studiums an der Académie des Beaux-Arts riet.

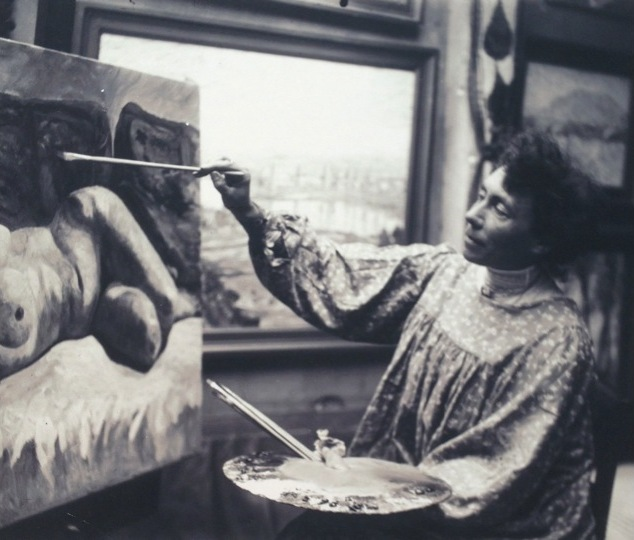
Georgette Agutte in ihrem Atelier, um 1898/1905

In dieser Zeit lernte sie ihren ersten Ehemann, den Kunstkritiker Paul Flat (1857–1932) kennen. Durch ihn lernte sie die bekanntesten Künstlern der Stadt kennen, unter anderem die Maler Georges Braque, Henri Matisse, Paul Signac, Paul Cézanne, Claude Monet und den Schriftsteller Émile Zola. Ihre Ehe scheiterte, nachdem die Affäre mit einem ihrer Modelle bekannt wurde – die Ehe wurde 1894 geschieden.
In den folgenden Jahren stellte Agutte bei den Société des Artistes Indépendants und im Salon d’Automne aus. Georgette Agutte malte während ihres ganzen Lebens Aktgemälde, welche die zweitgrößte Werkgruppe nach den Porträts darstellen. Während des Ersten Weltkriegs besuchte Agutte in Cagnes-sur-Mer den Maler Auguste Renoir; dabei lernte sie auch Amedeo Modigliani, Jeanne Hébuterne und Pablo Picasso kennen.
Am 4. September 1922 verstarb ihr zweiter Ehemann, der Rechtsanwalt und Politiker Marcel Sembat (1862–1922), in Chamonix-Mont-Blanc an tuberkulöser Meningitis. Am folgenden Tag beendete Georgette Agutte ihr Leben durch Selbsttötung und wurde auf dem dortigen Friedhof neben ihrem Mann bestattet.
Das Musée de Grenoble ist heute im Besitz von 42 ihrer Gemälde; eine Retrospektive wurde 2003 veranstaltet.
Die Schriftstellerin Anne Gesthuysen behandelt das Schicksal Aguttes und ihres zweiten Ehemanns in ihrem Roman Sei mir ein Vater (2015).

## Werke (Auswahl)

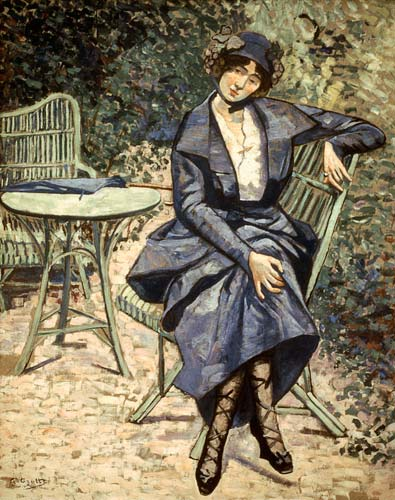
The blue Dress, Öl auf Leinwand, undatiert (Musée de Grenoble)
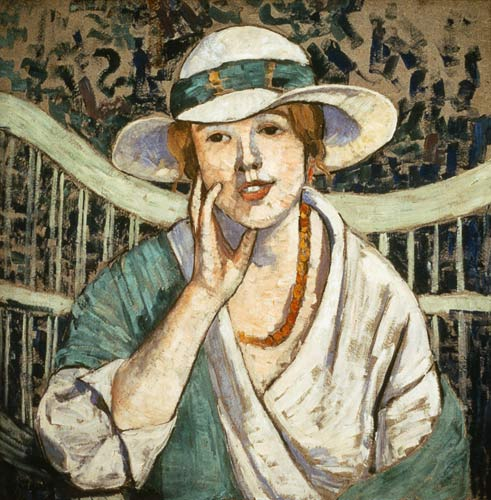
The White and Green Hat, Öl auf Leinwand, undatiert
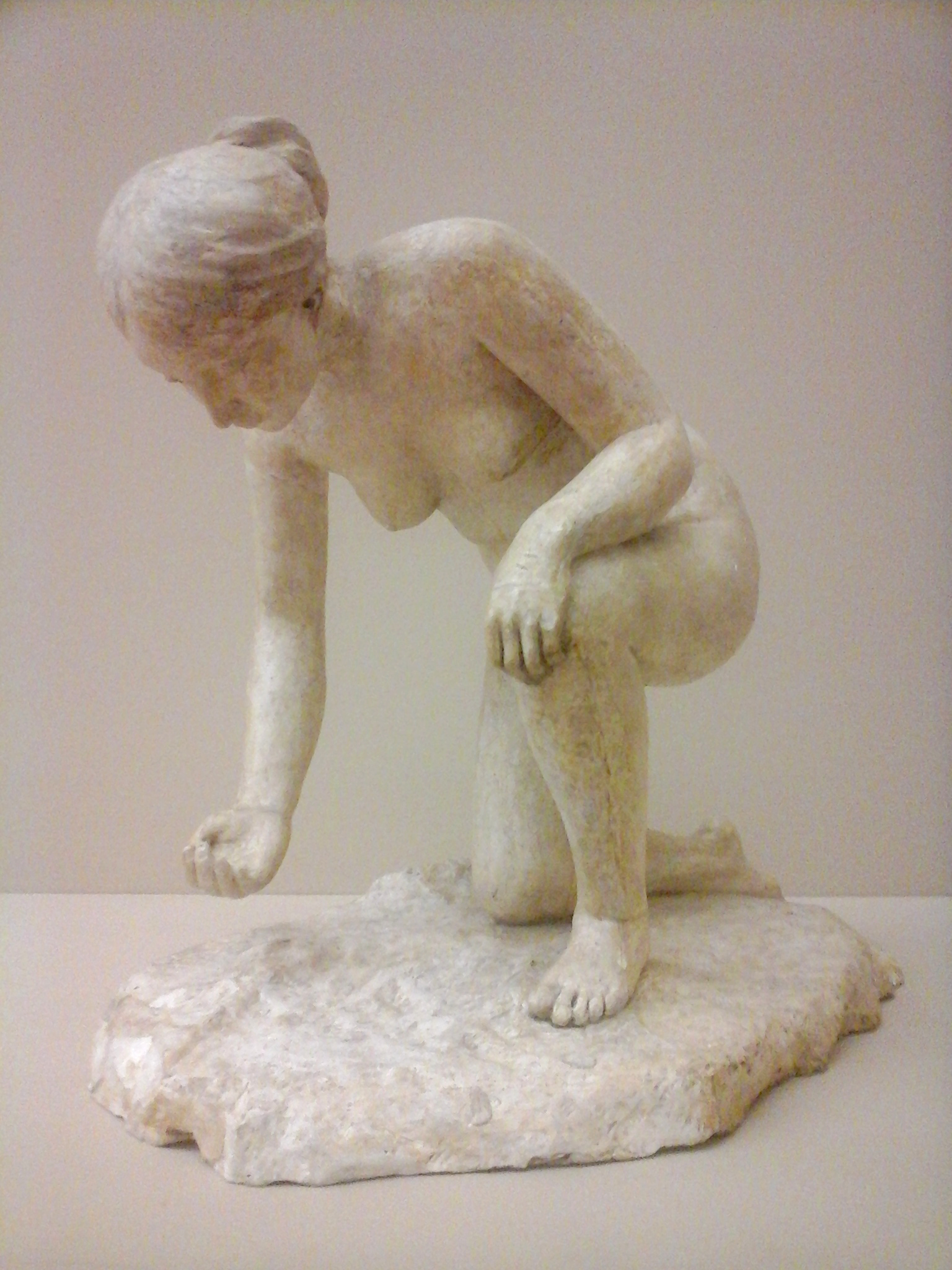
La Source, 1902